# 24-Stunden-Rennen auf dem Nürburgring 1972

Streckenführung für das 24-Stunden-Rennen bis 1982

Das 3. 24-Stunden-Rennen auf dem Nürburgring fand vom 24. auf den 25. Juni 1972 auf dem Nürburgring statt.

## Rennergebnis
Nach 1970 und 1971 gewann 1972 zum dritten Mal in Folge ein Fahrzeug von BMW das 24-Stunden-Rennen am Nürburgring. Helmut Kelleners und Gerold Pankl gewannen das Rennen in einem BMW 2800 CS von BMW-Alpina aus Buchloe. Anders als in den Vorjahren wurde das Podium nicht ausschließlich von Fahrzeugen der Marke BMW belegt. In der Gesamtwertung belegten zwei Ford Capri RS 2600 die Plätze zwei und drei. Auf dem zweiten Rang platzierte sich Klaus Fritzinger mit Hans-Joachim Stuck – dem Sieger von 1970 – im Capri von Fritzinger Tuning mit einer Runde Rückstand. Auf dem dritten Rang folgte mit einem Rückstand von zwölf Runden auf die Sieger der Capri der Renngemeinschaft Sieglar mit Lothar Pinske und Udo Fahron am Steuer.
Pankl gewann auch das Rennen im Vorjahr, sein Teamkollege Ferfried Prinz von Hohenzollern ging 1972 nicht an den Start. 
Obwohl sich neben dem siegreichen BMW 2800 CS von Kelleners und Pankl zwei Ford Capri RS2600 auf dem Podium platzieren konnten, blieb BMW die dominante Marke beim 24-Stunden-Rennen. Der Münchner Hersteller stellte sechs der zehn schnellsten Fahrzeuge der Gesamtwertung. Auf Rang sechs kam der Capri RS2600 des Haribo Racing Teams mit Heinz-Hans Heicker und Hans-Günther Stoffel am Steuer ins Ziel. Auf Rang neun platzierten sich Huub Vermeulen und Fred Frankenhout im Opel Ascona 19SR des Dutch National Racing Teams.
Von 100 gestarteten Fahrzeugen wurden 38 gewertet. Die Sieger fuhren insgesamt 145 Runden. Dieser Rekord hatte fast 30 Jahre Bestand und wurde – auch bedingt durch den Umbau der Strecke, den Bau der neuen Grand-Prix-Strecke und der damit einhergehenden Verlängerung der Runde von knapp 23 auf gut 25 km – erst beim Rennen 2001 überboten. Die siegreiche Chrysler Viper GTS-R von Zakspeed wurde von Peter Zakowski, Pedro Lamy und Robert Lechner pilotiert. 1972 legten Kelleners und Pankl eine Renndistanz von 3311,07 km zurück. Mit der 1982 veränderten Streckenführung entspricht dies etwa 130 Rennrunden. Es dauerte bis 1987, bis mit 135 Runden und 3422,25 km diese Marke übertroffen wurde. Das Rennen 1987 gewannen Klaus Niedzwiedz, Klaus Ludwig und Steve Soper im Ford Sierra RS500 des Ford Texaco Racing Teams.

## Streckenführung
Da die heutige Grand-Prix-Strecke am Nürburgring erst 1983 gebaut wurde, fuhr das 24-Stunden-Rennen bis 1982 auf einer ursprünglichen Streckenführung des Nürburgrings. Neben der Nordschleife war dies nur die „Betonschleife“ genannte Start-und-Ziel-Schleife. 